# West Virginia
För andra betydelser, se West Virginia (olika betydelser).
West Virginia är en delstat i östra USA. Huvudstad och största stad är Charleston. 
Vid folkräkningen 2020 hade West Virginia 1 793 716 invånare, vilket var en minskning med nära 60 000 invånare sedan 2010. Befolkningen var som störst 1950, då strax över två miljoner människor bodde i delstaten.
West Virginia frigjorde sig från övriga Virginia under det amerikanska inbördeskriget och upptogs som delstat i unionen 20 juni 1863. Endast två andra delstater, Vermont och Maine, är på samma sätt skapade genom att en existerande delstat delats. Bakgrunden var att den västra delen av Virginia hade en annan social struktur än den östra delen, med småbrukare snarare än slavdrivna storjordbruk. När Virginia bröt sig ut ur USA, bröt sig därför västra Virginia ut ur delstaten.
West Virginia är känt för sina kolgruvor och skogsindustri och populärt som resmål för friluftsaktiviteter som forsränning, skidåkning, bergsklättring, vandring och sportfiske. Arbetslösheten har varit relativt hög och snittinkomsten låg i West Virginia. Många ungdomar har tagit värvning i amerikanska armén.

## Geografi
Hela West Virginia är beläget i bergskedjan Appalacherna och detta märks i delstatens terräng som nästan helt och hållet är av bergskaraktär. Detta har också gett upphov till smeknamnet The Mountain State. Den sydöstra delen, mot angränsande Virginia, består av en platå med ett klimat och ekosystem som liknar det man kan finna i New England och östra Kanada. Här finner man också delstatens högsta bergstoppar, med 1 482 meter höga Spruce Knob som den högsta.
Spruce Knob ligger i det stora skogsområdet Monongahela National Forest som till söder avgränsas av New River Gorge, en 304 meter djup kanjon som skapats av floden New Rivers flöde. Den inhemska växtligheten i West Virginia består till stor del av skog som utgörs av ek, kastanj, lönn, bok och gran samt viden och plataner utmed vattenvägarna.

## Största städer

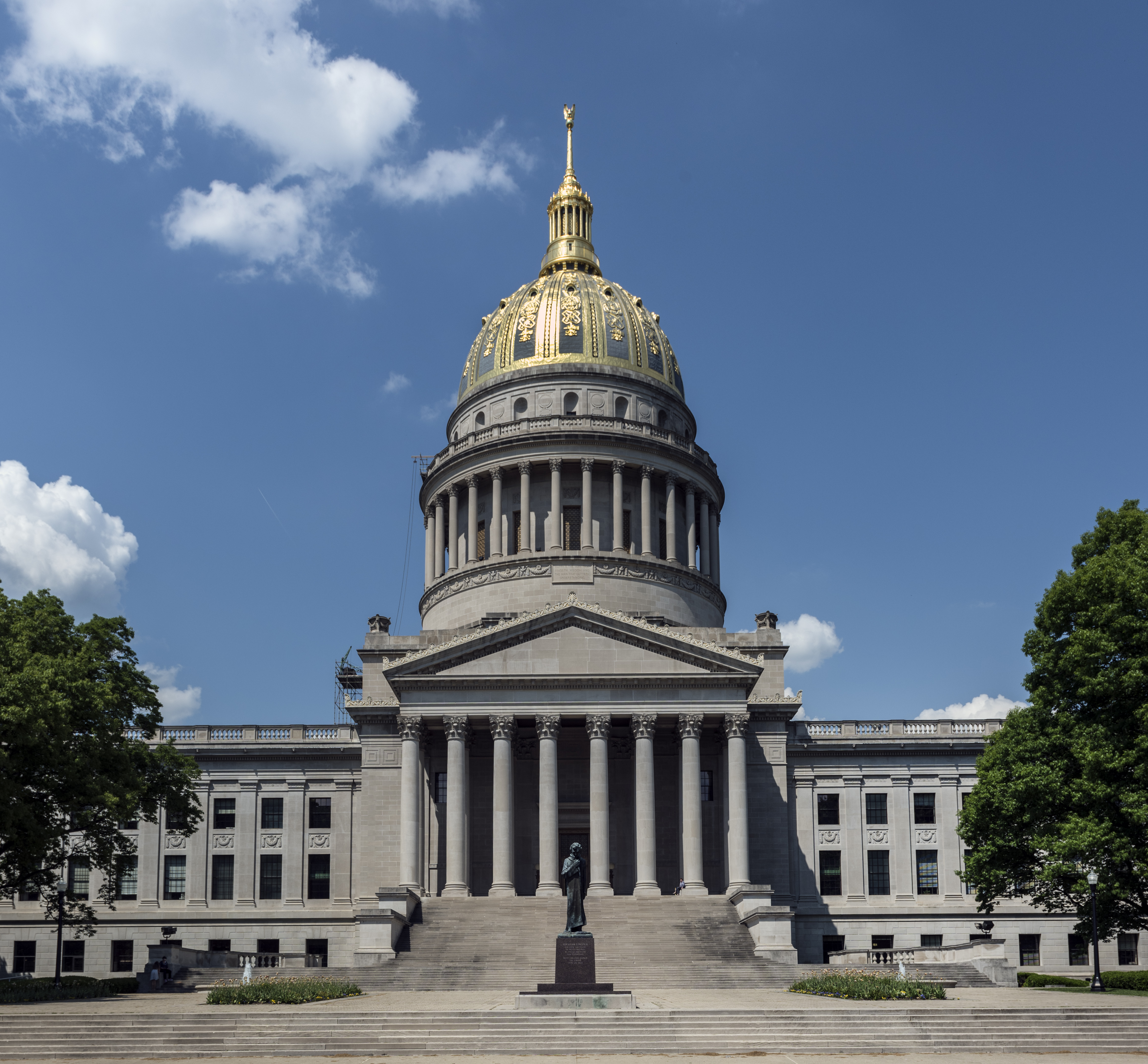
West Virginia State Capitol i huvudstaden Charleston är säte för West Virginias legislatur samt dess guvernör.

De tio största städerna i West Virginia (2008).
- Charleston - 50 302
- Huntington - 49 185
- Parkersburg - 31 611
- Wheeling - 28 913
- Morgantown - 29 642
- Fairmont - 19 024
- Weirton - 18 748
- Martinsburg - 17 020
- Beckley - 16 832
- Clarksburg - 16 441

## Klimat
Klimatet i de centrala och norra delarna ger, på grund av höjden över havet, varma och fuktiga somrar och kalla, snöiga vintrar. Sydvästra delen, som är mer låglänt, har ett mer subtropiskt klimat med heta, fuktiga somrar och mildare vintrar.